# Anděl na horách
Anděl na horách je československý film z roku 1955. Režíroval jej Bořivoj Zeman, hlavní roli ztvárnil Jaroslav Marvan. Jde o přímé pokračování snímku Dovolená s Andělem, tentokrát se ale Gustav Anděl vypraví na rekreaci zimní, a to do Vysokých Tater. V kinech viděly film více než čtyři miliony diváků.

## Děj
V závodě Spofana jsou vyhlašováni vzorní pracovníci. Dostávají také zájezd na zimní odborářskou rekreaci do Tatranské Lomnice. Odměněnými jsou tři zaměstnanci – Věra Matoušková, Věra Novotná a její spolupracovník a přítel Zdeněk Soukup. Zdeněk však nemá doma lyže (půjčil je bratrovi do Krkonoš), tak trojice řeší, kde si nějaké vypůjčit. Revizor Dopravního podniku Gustav Anděl kontroluje v tramvaji cestující bez jízdenky, kterou je shodou okolností matka Věry Matouškové, která jede narychlo na místo plánované schůzky své dcery s jejím přítelem, vyřídit mu, že Věra se opozdila v práci. Matka Matoušková řekne Andělovi, že si zapomněla peníze i doklady doma a ať jede s ní na další stanici, že si vypůjčí na pokutu (10 Kč a 60 hal. za lístek) od dceřina přítele peníze. Když vystoupí z tramvaje, zjistí Anděl, že tím přítelem je jeho syn Mirek. Doma se Anděl dozví, že jeho syn půjčuje někomu lyže. Při jízdě v tramvaji pak vidí Anděl náhodou, jak syn Mirek dává lyže nějaké slečně (Věra Novotná, kterou vyslal Zdeněk pro lyže). Anděl si ji prohlíží – myslí si, že ta dívka je Mirkova přítelkyně. Doma se Anděl dozví, že Mirkova přítelkyně pojede na rekreaci do Tatranské Lomnice. V Dopravním podniku hl. m. Prahy (DP) se také přidělují vzorným pracovníkům poukazy na rekreaci. Gustav Anděl dostal dopis s oznámením od rekreačního referenta Mejzlíka. Anděl odmítá, protože chtěl původně na letní rekreaci. Když se na závodní radě DP Anděl dozví, že je možnost jet do Tatranské Lomnice, tak poukaz přijímá. Hodlá tam hlavně sledovat Mirkovu přítelkyni, jak se chová.
Na nádraží po odjezdu vlaku se Andělova manželka seznámí s matkou Věry (Matouškové), která ji byla doprovodit. Zatím se Anděl ve vlaku na rekreaci poznává s dalšími rekreanty, např. s Pulečkem, který je ve svém podniku rekreačním referentem a jezdí na rekreace každý rok. Pracuje jako mzdový účetní ve strojírenství. Všude byl, všechno zná a umí. Také jede do Zotavovny ROH Morava v Tatranské Lomnici. Věra Matoušková sedí v sousedním kupé téhož vagonu a myslí na Mirka. Věra Novotná sedí se Zdeňkem s ní, kouří a má se ke Zdeňkovi. To se nelíbí Andělovi, který se domnívá, že právě ona je Mirkovou přítelkyní. V Ostravě do vlaku přistoupí Bohouš Vyhlídka, kterého zná Anděl z předloňské rekreace na Jezerce u Javornice. Anděl se těší, že budou spolu opět bydlet. Vyhlídka však jede s Máničkou, svojí novomanželkou, a cestu berou jako rekreaci a svatební cestu. S Máničkou se seznámil na šachtě, kde je ona zdravotní sestrou. Mánička Vyhlídku hlídá a komanduje. (Později se však vztah začíná zlepšovat, když Vyhlídka hraje v zotavovně na violoncello.) V Praze se zatím navštěvují paní Andělová a paní Matoušková a hovoří o úmyslu Mirka a Věry se vzít, o možnostech budoucího bydlení atd.
V zotavovně bydlí Anděl v pokoji s Pulečkem. Puleček, který se chlubí, jak umí lyžovat, skončí na výletě na Solisku v lesíku se zraněnou nohou. Nechá Anděla o sebe na pokoji pečovat a hodlá úraz nahlásit jako pracovní, neboť jej na rekreaci vyslal závod. Puleček se projevuje po celou dobu jako „vyžírka“. Anděl v recepci objeví pohlednici, kde jeho syn Mirek (který pracuje v montážní četě Transfo) píše Věře, že montáž v TATRA SVITu končí a on za ní přijede. Pohlednici vyzvedne pro Věru Matouškovou její kolegyně Věra Novotná. Anděl si tak stále myslí, že Mirkovou přítelkyní je Věra (Novotná). V zotavovně se konají různé společenské akce. Anděl chce po Vyhlídkovi, aby na tanečním večeru vyzval Věru (Novotnou) a něco se o ní dozvěděl. Nelíbí se mu, jak se k sobě mají s přítomným Zdeňkem, když jejím (dle Anděla) přítelem má být jeho syn Mirek. Anděl je přítomen maškarnímu slalomu na lyžích, organizovanému u zotavovny. To jej přesvědčí, že nakonec i on vyzkouší lyže, když předtím už jel s Vyhlídkou na sáňkách.
Rekreanti jedou lanovkou na výlet na Lomnický štít. Nahoře se zhorší počasí a v chatě zůstanou se správcem jen Anděl, Věra Matoušková a horník Maruščák. Budou čekat na zlepšení počasí a obnovení provozu lanovky. Vedoucí chaty sepíše jména a oznámí je telefonicky dolů do zotavovny. Věra stále sedí smutně a řekne pak i důvod – že čeká na příjezd přítele, který ji má v zotavovně navštívit. Vedoucí chaty říká, že špatné počasí může trvat několik týdnů. Anděl zavolá tedy do zotavovny Vyhlídkovi, aby poslal jeho manželce do Prahy telegram. Nechá tam také napsat, že svatba nebude a že zjistil závažné skutečnosti a starosti o byt pro snoubence jsou zbytečné. Mezitím dorazil do zotavovny i Mirek z montáže a dozvídá se, že Věra uvízla nahoře na horské chatě. Když Vyhlídka dotelefonuje s Andělem, vezme si telefon a mluví s ním. Anděl řekne Mirkovi, že s Věrou je v zotavovně nějaký Zdeněček, ať si na ní dává pozor. Dozví se však, že jeho dívka je ta Věra, která uvázla nahoře na chatě kvůli špatnému počasí. Věra si mezitím všimne na seznamu u vedoucího chaty, že tam je napsán i pan Gustav Anděl. Zatímco čekají na obnovení provozu lanovky, Anděl objedná víno, hovoří s Věrou a potvrdí si, že ve skutečnosti ona je ta Mirkova dívka. Věra, skromná a slušná dívka, se mu jako budoucí Mirkova manželka zamlouvá. Po návratu do Prahy řekne Anděl ještě na nádraží své manželce, že to byla nejkrásnější dovolená, kterou kdy měl.

## Obsazení
| Jaroslav Marvan      | revizor Dopravního podniku Gustav Anděl  |
| Milada Želenská      | Eliška, Andělova manželka                |
| Jaroslav Mareš       | montér Mirek, syn Andělových             |
| Josef Kemr           | Bohouš Vyhlídka                          |
| Stella Zázvorková    | Mánička, Vyhlídkova žena                 |
| Rudolf Deyl ml.      | rekreační referent Puleček               |
| Milena Dvorská       | Věra Matoušková, Mirkova milá            |
| Karol Machata        | Zdeněk Soukup                            |
| Helena Loubalová     | Věra Novotná, Zdeňkova milá              |
| Vlasta Fabianová     | Matoušková, Věřina matka                 |
| Mária Hájková        | slovenská rekreantka Kolesárová          |
| Inocent Březina      | horník Josef Maruščák                    |
| Theodor Pištěk       | předseda závodní rady Dopravních podniků |
| Jaroslav Rozsíval    | správce chaty na Lomnickém štítě         |
| Branislav Koreň      | správce zotavovny ROH Morava             |
| Emil Bolek           | předseda závodní rady Spofany            |
| František Filipovský | rekreační referent Mejzlík               |
| Stella Májová        | sekretářka závodní rady                  |
| Arnošt Faltýnek      | cestující v tramvaji                     |
| Jiří Hurta           | Valenta                                  |
| Darja Hajská         | žena se šátkem v tramvaji                |
| Miroslava Langová    | průvodčí v tramvaji                      |
| Vladimír Salač       | rekreant s kytarou                       |
| Gustav Hrdlička      | rekreant jedoucí do Beskyd               |
| Marcella Sedláčková  | pracovnice Spofany                       |

## Tvůrci a štáb
- Režie: Bořivoj Zeman
- Námět a scénář: Josef Neuberg, František Vlček
- Kamera: Jan Roth
- Vedoucí výroby: Rudolf Hájek
- Hudba: Dalibor C. Vačkář
- Nahrál: Filmový symfonický orchestr (řídil Milivoj Uzelac)
- Kostýmní poradce: Karel Postřehovský, Jaromír Lauda (maškarní scéna)
- Stavby: Karel Lier
- Zvuk: Milan R. Novotný
- Střih: Josef Dobřichovský
- Masky: Gustav Hrdlička
- Dále spolupracovali: Oldřich Bosák (asistent architekta), Štěpán Skalský, Květa Ondráková a Zdeněk Maršálek (asistenti režiséra), Magdalena Balíková (kostýmy), Ladislav Winkelhöfer a Jiří Rulík (výprava), Karel Brož (vrchní osvětlovač), Josef Pechar a Josef Pávek (asistenti kamery), Luděk Marold (asistent výroby), Marie Koulová a František Čížek (asistenti maskéra), Libuše Straňáková (asistentka střihu), Jaroslav Vokurka (asistent zvukového mistra), Vlastimil Maršálek (zástupce vedoucího výroby)

## Citát
| „ | Co to může být za rodinu, když matka jezdí načerno? Jabko daleko od stromu nepadne. Jaká matinka, taková dceruška. | “ |

 (Gustav Anděl o matce Věry Matouškové při rozhovoru se svojí manželkou.)

## Návštěvnost
- Od své premiéry v listopadu 1955 až do 30. září 1959 vidělo film v českých kinech v rámci 12 417 představení celkem 3 335 299 diváků.[3]
- Od své premiéry v listopadu 1955 až do 30. června 1975 vidělo film v českých kinech 3 781 281 diváků a ve slovenských kinech 620 739 diváků, celkem tak vidělo film 4 402 020 diváků.[4]
- Od své premiéry v listopadu 1955 až do 15. prosince 1976, kdy byl vyřazen z distribuce, vidělo film v českých kinech v rámci 16 849 představení celkem 3 788 716 diváků.[5][6]